# 야곱의 사다리

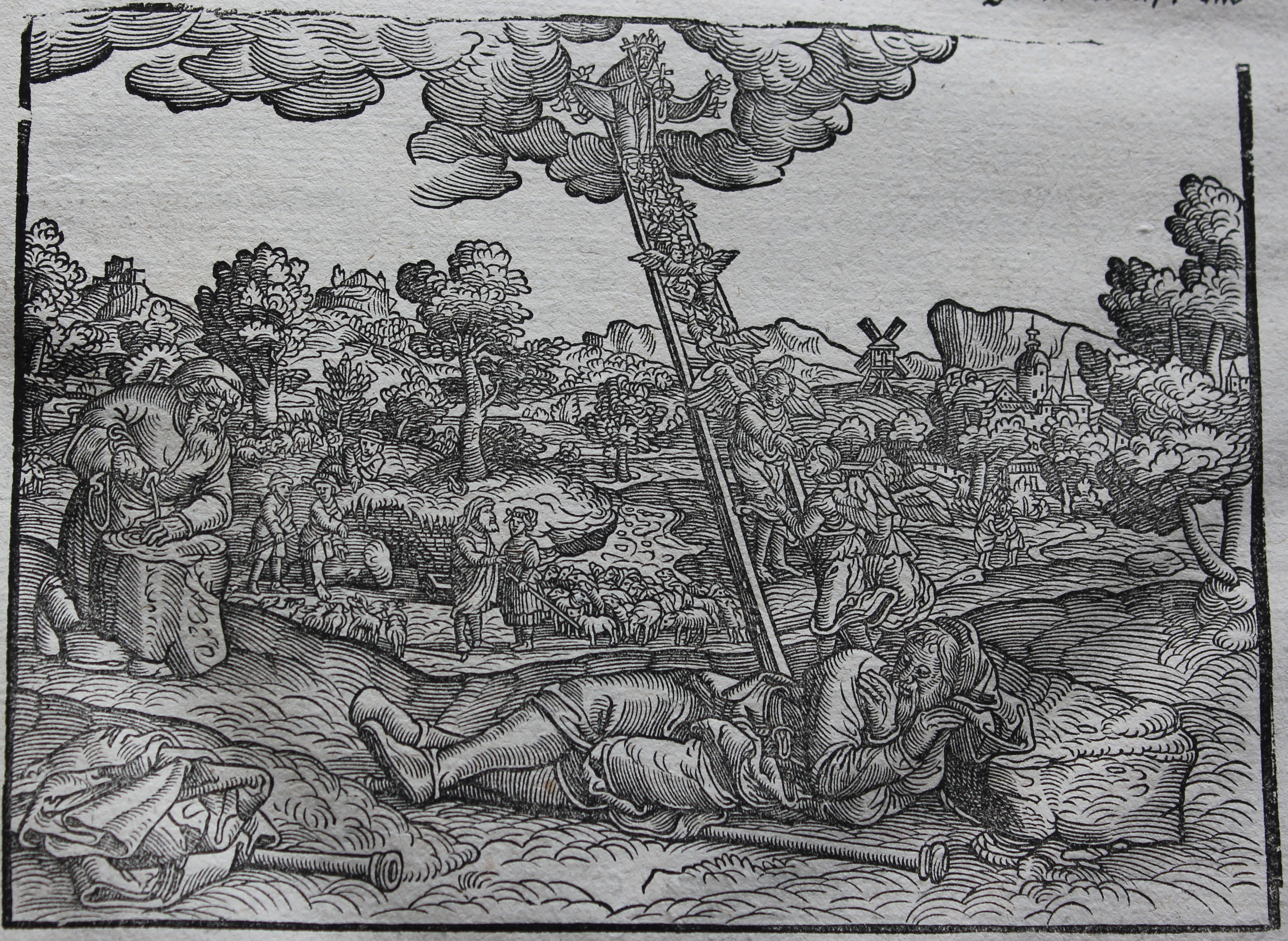
루터 성경에 수록된 야곱의 사다리를 그린 삽화. 1540년경 그림.

야곱의 사다리(סֻלָּם יַעֲקֹב)는 구약성경의 족장설화에 등장하는 인물 중 하나인 야곱이 에서로부터 도망치던 중 꿈 속에서 본 천국으로 향하는 사다리이다. 개역개정에서는 사닥다리로, 공동번역과 가톨릭성경에서는 층계로 번역했다. 이 사다리의 환상이 가지고 있는 의미에 대해서는 학자마다 의견이 분분하지만, 야곱이 야훼로부터 축복을 받는 사건이라는 데에는 동의한다.

## 기독교에서

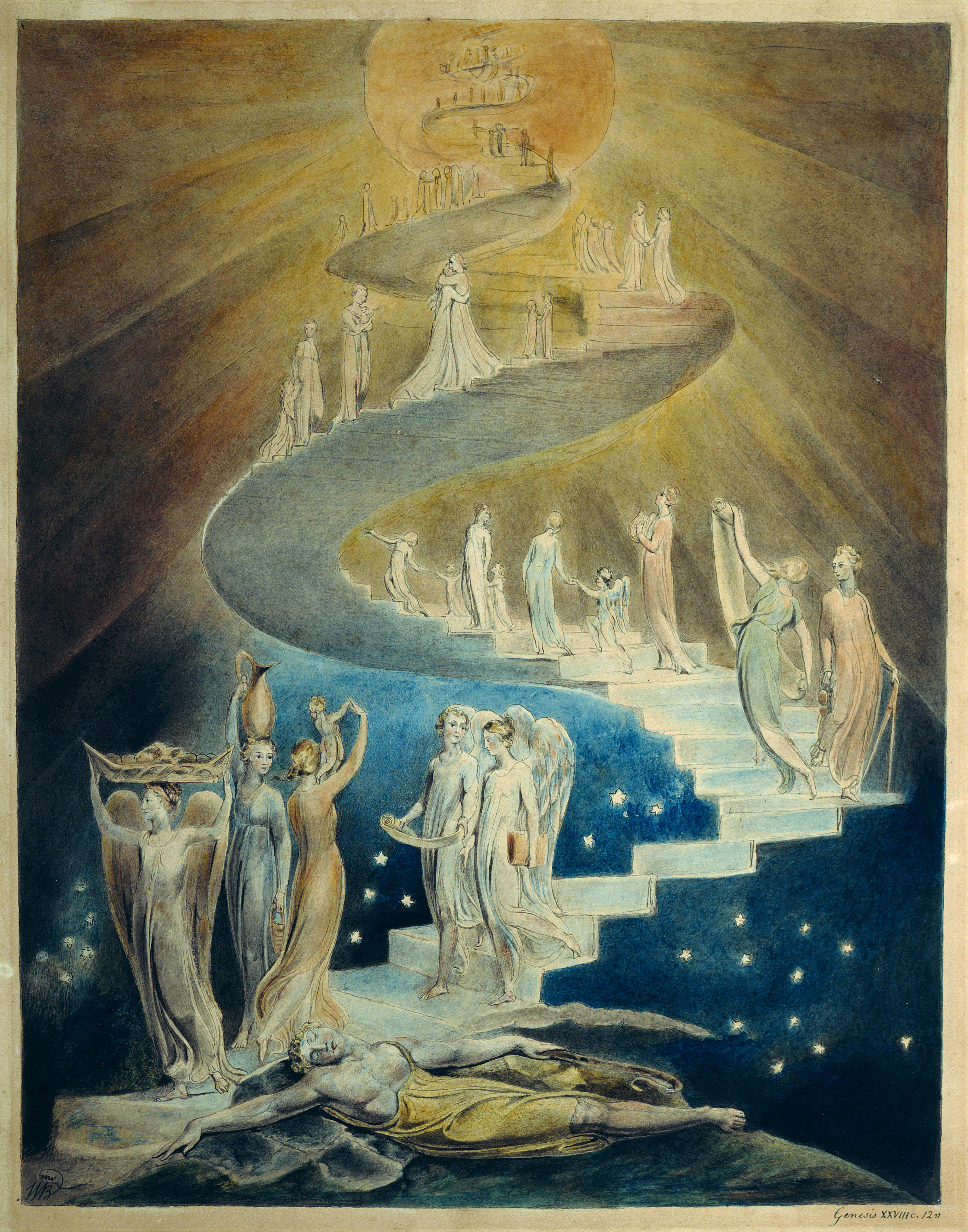
윌리엄 블레이크가 1805년 경 그린 야곱의 사다리. 의 그림. 대영박물관 소장.

요한의 복음서 1장 51절에 기록된 바에 따르면 예수는 "하늘이 열리고 하나님의 사자들이 인자 위에 오르락 내리락 하는 것을 보리라(개역개정)"라고 말했는데, 이를 두고 예수가 자신이 천상과 지상을 이어 하나님에게로 가는 사다리에 비유한 것으로 해석한다. 19세기 초 감리교 신학자이자 성서학자인 아담 클라크는 이를 다음과 같이 설명한다.
하나님의 천사들이 사다리를 오르락내리락한 것에서, 하늘과 땅 사이에 영원한 교제가 현현하신 하나님이신 그리스도를 매개로 열려야 한다는 것을 이해해야 합니다. 우리의 축복받은 주께서는 사람들에게 하나님의 대사가 된 중재자의 자격으로 나타나셨습니다. 인자를 오르락내리락하는 천사들은 당시 외국의 궁정에 있는 대사와 군주 사이를 잇는 전령을 은유한 것입니다.

초대 교부들도 야곱의 사다리 설화에 큰 관심을 가졌다. 서기 2세기경에 활동했던 교부인 이레네오는 기독교의 교회를 두고 "하나님에게 통하는 사다리"로 묘사했다. 서기 3세기경에 활동한 오리게네스는 기독교인의 삶에 두 종류의 사다리가 있다고 설명했다. 그 중 하나는 금욕의 사다리로, 사람의 영혼이 지상에서 이 사다리를 통해 덕을 쌓을 수 있다고 말했다. 나머지 하나는 인간의 영혼을 천국에 있는 하나님의 빛으로 인도하는 사다리다.

4세기경 활동한 나지안조스의 그레고리우스는 야곱의 사다리 중 상승하는 부분이 더 나은 수준의 영혼이 되기 위한 길로 보았으며, 오리게네스와 마찬가지로 금욕의 길로 해석했다. 반면 니사의 그레고리우스는 모세가 야곱의 사다리를 타고 올라 사람의 손으로 만들지 않은 성막에 들어갔다며 신비주의적 의미를 부여한다. 금욕주의와 결부된 해석은 3세기 경 콘스탄티노폴리스의 대주교였던 요한네스 크리소스토모스의 기록에서도 찾아볼 수 있는데, 그는 다음과 같은 글을 남겼다.
한층 한층 딛고, 야곱의 사다리를 통해 천국에 가자. 나는 덕을 통해 천국에 점진적으로 오른 다는 것을 사다리가 상징을 통해 강조한다고 본다. 이를 통해 우리는 물질적인 계단이 아니라, 생활 방식의 개선과 교정으로 천국에 들어갈 수 있는 것이다.

## 유대교에서

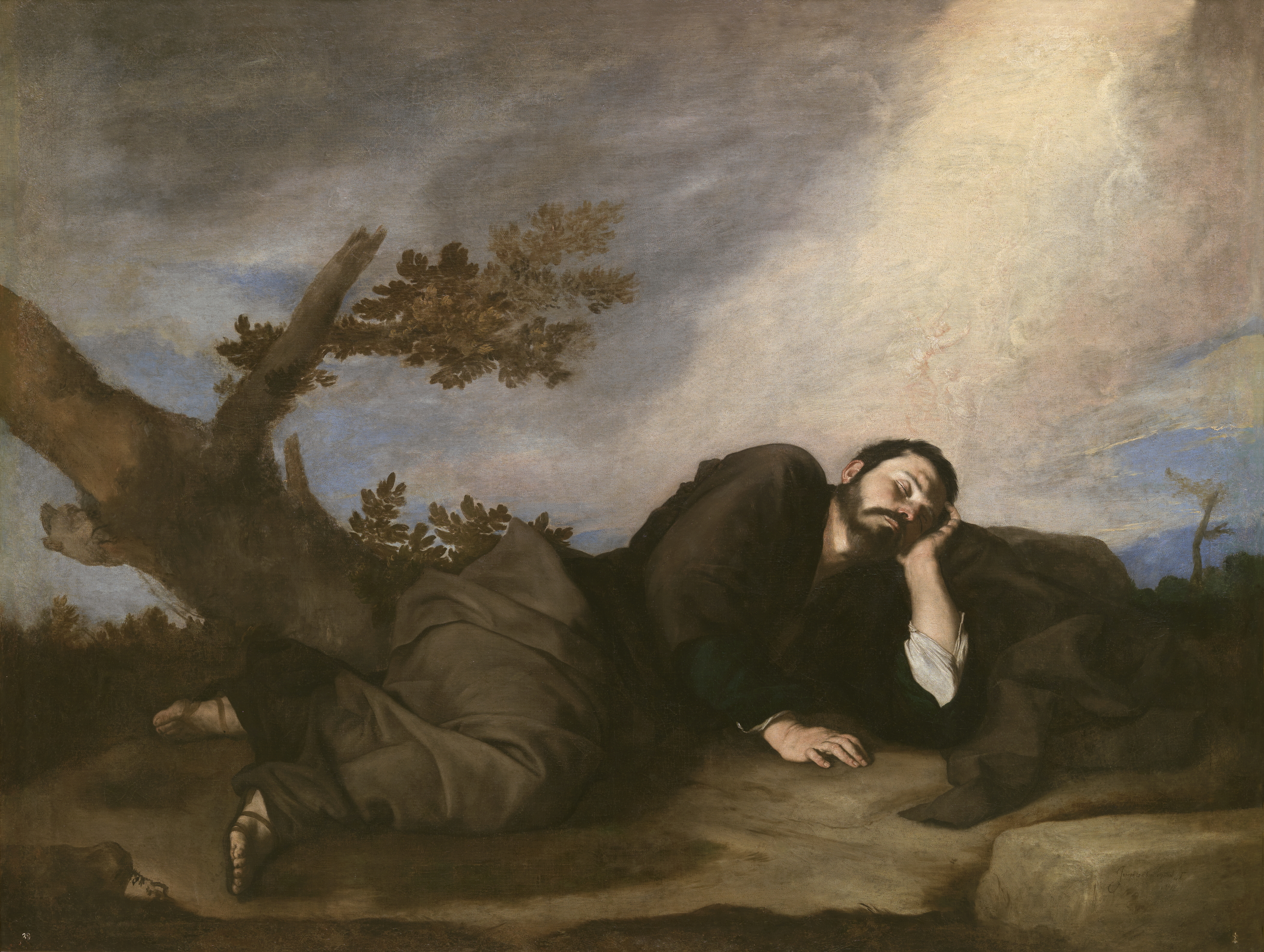
호세 데 리베라가 1639년에 그린 야곱의 꿈.

유대교의 고전 모세오경 주석에도 야곱의 사다리에 대한 여러 가지 해석이 나타난다. 창세기 랍바는 사다리가 유대인이 메시아가 도래하기 전에 겪을 유수 등의 고통을 상징한다고 말한다. 여기서 사다리를 오르내리는 천사는 첫째로 70여년간의 바빌론 유수를 상징하며, 70여개의 층계를 오르내렸다고 본다. 둘째로는 페르시아에 의한 정복을 가리키는데, 여기서는 많은 수의 층계를 오르내렸다고 본다. 셋째로는 헬레니즘 제국에 의한 정복을 말하며, 마찬가지로 많은 수의 층계를 오르내렸다고 본다. 넷째는 로마 제국과 에돔을 상징하는 천사인데 이전과 비교할 수 없을 정도로 높이 올라 하늘 속으로 들어갔다고 전한다. 야곱은 이를 보고 자신이 영원히 에서를 두려워해야 할 줄 알고 공포에 질렸으나, 마침내 야훼가 시간의 마지막을 설명해주며 에돔 역시 언젠가 하강할 것이라고 말했다고 한다.
헬레니즘 유대교도인 알렉산드리아의 필론은 그의 첫 번째 책 De somniis에서 야곱의 사다리에 대한 네 가지 해석을 전하는데, 각각 다음과 같다.
- 첫째로, 천사들은 육신으로 내려온 영혼과 육신에서 하늘로 올라가는 영혼을 의미한다. (이를 두고 필로가 환생을 믿었다고 보기도 한다.)
- 둘째로, 사다리는 인간의 영혼이며, 하나님의 말씀인 천사들이 오르내림을 통해 인간의 삶에 고통과 기쁨을 번갈아 부여한다.
- 셋째로, 천사의 오르내림은 인간의 삶 속에서 덕을 행해 그 영혼이 고결해지는 것과 죄를 행해 영혼이 더럽혀지는 것이 반복된다는 것을 의미한다.
- 넷째로, 천사의 오르내림은 인간의 삶이 끊임없이 바뀜을 의미한다.

## 이슬람교에서
이슬람교에서 야곱(아랍어: يَعْقُوب 야쿠브[*])은 선지자의 지위를 가지고 있다. 무슬림 학자들은 야곱이 본 사다리의 환상을 무함마드의 미라지와 병행 구절로 해석한다.

## 같이 보기
- 야곱
- 야곱의 사다리 (영화)